# Thanetià
| Període                                       | Època    | Estatge      | Edat (Ma)    | Edat (Ma)    |
| --------------------------------------------- | -------- | ------------ | ------------ | ------------ |
| Neogen                                        | Miocè    | Aquitanià    | (més recent) | (més recent) |
| Paleogen                                      | Oligocè  | Catià        | 27,82        | 27,82        |
| Paleogen                                      | Oligocè  | Rupelià      | 33,9         | 33,9         |
| Paleogen                                      | Eocè     | Priabonià    | 37,2         | 37,2         |
| Paleogen                                      | Eocè     | Bartonià     | 40,4         | 40,4         |
| Paleogen                                      | Eocè     | Lutecià      | 48,6         | 48,6         |
| Paleogen                                      | Eocè     | Ipresià      | 55,8         | 55,8         |
| Paleogen                                      | Paleocè  | Thanetià     | 58,7         | 58,7         |
| Paleogen                                      | Paleocè  | Selandià     | 61,6         | 61,6         |
| Paleogen                                      | Paleocè  | Danià        | 66,0         | 66,0         |
| Cretaci                                       | Superior | Maastrichtià | (més antic)  | (més antic)  |
| Comissió Internacional d'Estratigrafia (2023) |          |              |              |              |

El període Thanetià o Tanetià és un estatge faunístic del Paleocè. Començà fa 58,7 ± 0,2 milions d'anys. És l'últim estatge faunístic del Paleocè, i el màxim tèrmic del Paleocè-Eocè, un episodi d'escalfament global altament intens i ràpid (en un context geològic) tingué lloc a finals del període. Estratigràficament, el seu inici queda marcat per una de les aparicions més inferiors del nanofòssil calcari Chiasmolithus oamaruensis. El seu inici queda marcat per una cronozona de polaritat magnètica. El seu final queda marcat per la base d'una excursió d'isòtops negatius de carboni. S'acabà fa 55,8 ± 0,2 milions d'anys i deu el seu nom als estrats situats a prop de l'Illa de Thanet (Kent, Regne Unit).